# Porfyrljusmott
Porfyrljusmott, Pyrausta porphyralis är en fjärilsart som först beskrevs av Michael Denis och Ignaz Schiffermüller, 1775.  Porfyrljusmott ingår i släktet Pyrausta, och familjen Crambidae. Enligt den svenska rödlistan är arten nära hotad, NT, i Sverige. Arten förekommer i Sverige sällsynt från Skåne till Torne lappmark. Inga underarter finns listade i Catalogue of Life.